# Jan Balabán
Jan Balabán (29. ledna 1961 Šumperk – 23. dubna 2010 Ostrava) byl český prozaik, výtvarný kritik, publicista a překladatel. Jeho bratr je akademický malíř Daniel Balabán.

## Život
Od jednoho roku věku žil v Ostravě. Vystudoval obor čeština – angličtina na Filosofické fakultě University Palackého v Olomouci. Po ukončení studia pracoval jako technický překladatel ve Vítkovických železárnách, později se živil jako překladatel na volné noze (do češtiny převedl mimo jiné tituly H. P. Lovecrafta a T. Eagletona). Od roku 2007 pravidelně přispíval do časopisu Respekt. Uváděl řadu výstav výtvarníků v regionu Frýdek-Místek, Hlučín, Ostrava, Olomouc. Napsal úvodní texty do katalogů výstav.
Byl dvakrát ženatý (podruhé s Petrou Sasínovou), měl dvě děti.
Pojilo jej úzké přátelství s ostravským básníkem Petrem Hruškou. Jejich přátelství se promítalo i do literární roviny, protože si vzájemně byli prvními čtenáři a kritiky svých textů.
Pohřben je ve Sněžném.
V roce 2011 vyšla k Balabánovým nedožitým padesátinám kniha vzpomínek jeho přátel Honzo, ahoj! Setkání s Janem Balabánem. Knihu uspořádala Daniela Iwashita s Michalem Plzákem. V témže roce o Janu Balabánovi vznikl v režii Petry Všelichové televizní dokument.

## Ocenění
Kniha povídek Možná že odcházíme byla v anketě Lidových novin vyhlášena Knihou roku 2004 a získala Magnesii Literu 2005 za prózu a nominaci na Státní cenu za literaturu 2004. V roce 2010 byl jeho román Zeptej se táty oceněn v anketě Lidových novin jako Kniha roku. Za tento román získal posmrtně také ocenění Magnesia Litera 2011 – Kniha roku. Časopis A2 zařadil knihu Jsme tady v roce 2020 do českého literárního kánonu po roce 1989, tedy do výběru nejdůležitějších českých knih v období třiceti let od sametové revoluce.

## Dílo
Nejčastějším Balabánovým žánrem je existenciální povídka zachycující své hrdiny v životní krizi. Jeho tvorba se vyznačuje vážným tónem a smutnou až ponurou atmosférou, s níž pojednává tragiku a bolestnost individuálních osudů nejrůznějším způsobem „poničených, bloudících lidí, odcizených světu i sobě samým“. Byla ovlivněna specifickým prostředím Ostravy i křesťanstvím, konkrétně prostředím Českobratrské církve evangelické.

### Próza
- Středověk, Sfinga, 1995 – povídky
- Boží lano, Vetus Via, 1998 – povídky
- Prázdniny, Host, 1998 – povídky
- Černý beran, Host, 2000 – novela
- Srdce draka, Aluze, 2001 – komiks
- Kudy šel anděl, Vetus Via, 2003 – román
- Možná že odcházíme, Host, 2004 – povídky
- Kudy šel anděl, Host, 2005 – 2., přepracované vydání
- 7edm, Theo, 2005 – literární sborník (spolu s Petrem Hruškou, Sabrinou Karasovou, Petrem Motýlem, Radkem Fridrichem, Patrikem Linhartem, Pavlem Šmídem)
- Jsme tady, Host, 2006
- Bezruč?!, Větrné mlýny, 2009 – divadelní hra (spolu s Ivanem Motýlem, poprvé uvedeno v roce 2009 v ostravském Divadle Petra Bezruče)
- Zeptej se táty, Host, 2010 – román
- Povídky, Host, 2010 – souborné vydání povídek
- Romány a povídky, Host 2011

### Texty o výtvarném umění (výběr)
- 1990 Přirození
- 1992 Daniel Balabán

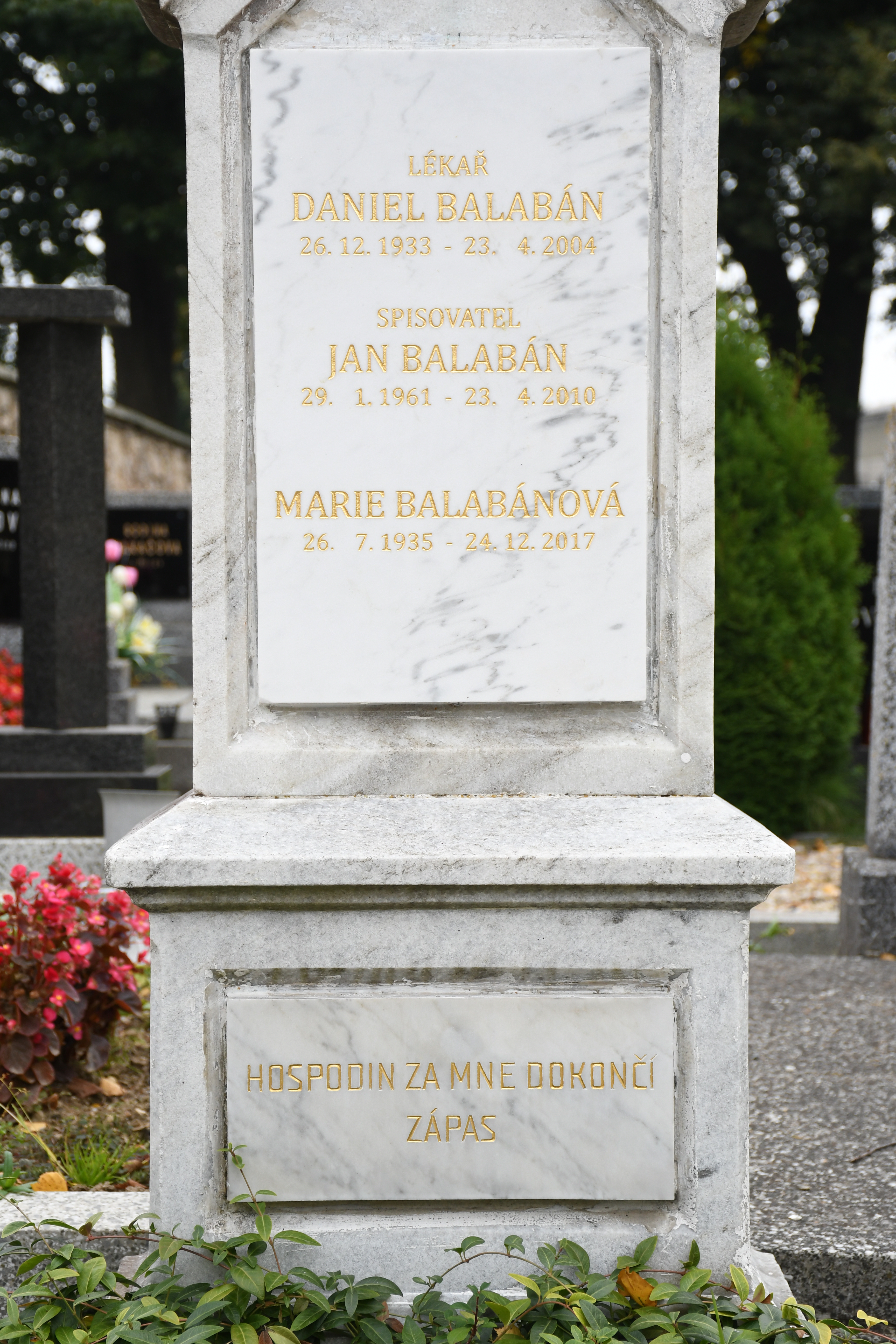
Náhrobek (detail)

- 1993 Jakub a anděl (et al., kolektivní katalog)
- 1993 Jiří Sozanský: Téma Bible
- 1994 Vladimír Novák: Zjevení Svaténo Jana
- 1994 Miroslav Šnajdr ml.
- 1994 Jürgen Brodwolf: Figurenzeichen
- 1995 Michal Matzenauer: Zmatení jazyků, Tajemství textu
- 1995 Vojtěch Adamec: Deset zastavení
- 1996 Eduard Halberštát: Hasičské družstvo etc. (Obrazy, kresba, grafika)
- 1997 Pavel Šmíd. Zahradníkův rok. Obrazy a koláže (z roku 1997)
- 1997 Zdeněk Janošec Benda: Pavilon neklidu (Obrazy)
- 1998 Marius Kotrba
- 2000 Monogramista T. D: Tédéčko 2000
- 2001 Miroslav Šnajdr ml.: Práce z let 1973–2000 (Napsali o autorově tvorbě, 1996)
- 2002 Miroslav Šnajdr ml.
- 2008 Jindřich Štreit. Vítkovice, 120 s., (s J. Světlíkem), KANT Praha 2008, ISBN 978-80-86970-82-0